# Kaderpartei
Kaderpartei bezeichnet erstens einen bestimmten Parteityp in autoritären, insbesondere sozialistischen oder selten aber auch faschistischen Regimes und zweitens in der Politikwissenschaft einen bestimmten Parteityp des 19. Jahrhunderts. 

## Kaderpartei in autoritären Staatsformen
Von Lenin wird in seiner Schrift Was tun? eine solche als Partei neuen Typus bezeichnet. Eine Kaderpartei ist eine meist kommunistische bzw. marxistisch-leninistische Partei, die ihre wichtigsten Positionen mit politisch intensiv geschulten und eigens ausgewählten Parteimitgliedern besetzt (Nomenklatura). Diese nach Möglichkeit gut ausgebildeten Kader sollen in eine proklamierte avantgardistische Position führen. 
Kaderpolitik spielt innerhalb solcher Parteien eine große Rolle. Damit eine Kaderpartei nicht zu einer undemokratischen Organisation einer autoritären Führungsclique verkommt, wird angestrebt, möglichst viele Mitglieder zu Kadern zu schulen. In einer gesunden Kaderpartei sollen vor Entscheidungsfindungen zahlreiche tiefgehende Diskussionen stattfinden.
In den realsozialistischen Staaten ist die führende Rolle der Kommunistischen Partei in der Regel in der Verfassung festgeschrieben. Deren Nomenklaturkader haben alle wichtigen Positionen in Partei, Staatsapparat und Massenorganisationen (Gewerkschaften, Jugendverband, Frauenverband, Wehrsportverband u. ä.) inne.

## Kaderpartei als Begriff der Politikwissenschaft
Die Typologien von Maurice Duverger sowie von Richard S. Katz und Peter Mair beschreiben mit dem Begriff „Kaderpartei“ Parteien des 19. Jahrhunderts, die vor der Einführung des allgemeinen und gleichen Wahlrechts die alten besitzenden Klassen repräsentierten. Sie vertraten ein elitäres und autoritäres Verständnis der Staatsführung und nahmen für sich in Anspruch, am besten für das Allgemeinwohl sorgen zu können. Typischerweise verschwanden diese Parteien mit der Ausdehnung des Wahlrechts auf die gesamte Bevölkerung.